# Virgularia galapagensis
Virgularia galapagensis is een Pennatulaceasoort uit de familie van de Virgulariidae. De wetenschappelijke naam van de soort is voor het eerst geldig gepubliceerd in 1930 door Hickson.